# Vendotaeniaceae
Vendotaeniaceae, fosilna biljna porodica opisana 1986. i smještena u red Vendotaeniales, dio razreda Vendophyceae. Pripadnost diviziji još nije ustanovljena. 
Sastoji se od dva monotipična roda.

## Rodovi
1. Aataenia Gnilovskaja	1
2. Serebrina A.Istchenko	1
3. Tyrasotaenia Gnilovskaja	1
4. Vendotaenia Gnilovskaja	1